# СОАНтехническая
СОАНтехническая (Новосибирская) — пещера в 15 км от с. Камлак в Шебалинском районе Республики Алтай, Семинский хребет, Камышлинский карстовый участок. Расположена на плато Чистые Болота.

## Название пещеры
Название СОАНтехнической дано первооткрывателями в честь Сибирского Отделения Академии Наук (СОАН СССР, ныне — СО РАН).

## История исследований
Вход в пещеру вскрыт раскопками в июле 1986 г. группой спелеосекции НГУ (рук. Максимов Г.). После серии экспедиций в 1991 году была достигнута глубина 215 м, пещера заканчивается непроходимой узостью.

## Спортивно-спелеологический интерес
Пещера интересна как в спортивном, так и в эстетическом плане. До сих пор пещера посещалась лишь узким кругом спелеологов, поэтому относительно хорошо сохранилась. Категорийность маршрута пещеры СОАНтехнической — 2Б. Глубина пещеры на данный момент — 215 м, протяженность ходов — 900 м. Пещера обводнена.